# Earlville (Illinois)
Earlville è un comune degli Stati Uniti d'America, situato in Illinois, nella Contea di LaSalle.